# Martin Kapek
Martin Kapek (* 8. dubna 1974, Ostrava-Zábřeh, Československo), známý pod svou přezdívkou Capec, Céčko je český zpěvák, skladatel a textař. Je zpěvákem, skladatelem a hlavním textařem hranické rockové kapely Traktor. V 90. letech působil jako bubeník a později jako zpěvák v kapele Wizard.

## Hudební kariéra
Martin Kapek se narodil 8. dubna 1974 v Ostravě-Zábřehu. Hudbě se věnuje od roku 1981. Od dětství byl v osmdesátých letech jako dítě fascinován tvorbou kapely Olympic. Svoji kariéru zahájil v dnes již neexistující hranické kapele Wizard, kde působil jako bubeník. Kapela hrála bigbít doplněný optimistickou textovou složkou. Patřila k významným regionálním formacím. Vydala dvě úspěšná alba Motorka a Co se děje se?!
V roce 2001 spoluzaložil skupinu Traktor, kde od počátku působí jako zpěvák, hlavní textař a jeden z autorů hudby.

## Hudební styl a inspirace
Kapek je známý svými texty, které jsou občas mírně ironické, zpracovávají originální nápady a nutí posluchače k přemýšlení nad obsahem. Hudebně skladby kombinují tvrdé rockové riffy s melodičností. Mezi vzory Martina Kapka se řadí legendy jako Pink Floyd, Rush, Extreme, Electric Light Orchestra, Manic Street Preachers, The Beatles, Metallica, Megadeth a spousta dalších. Z českých nemetalových skupin obdivuje tvorbu kapel Vltava, nebo Buty.

## Profesní kariéra
Kapek absolvoval vítkovické Střední odborné učiliště strojírenské v oboru automechanik. V letech 2007 až 2019 pracoval jako dramaturg v Městském kulturním zařízení v Hranicích. Nyní se svou ženou Petrou vedou uměleckou agenturu Kulturní produkce Kapek, kde pořádají různé umělce jako např. Partička na vzduchu, koncerty Dalibora Jandy, nebo Vlastu Redla. Dále Kulturní produkce Kapek zajišťuje booking Davidu Uličníkovi (ex 4TET), nebo spřátelené metalové formaci Forrest Jump.

## Záliby
Hudebník na oficiálních webových stránkách kapely Traktor uvádí, že k jeho zálibám patří rychlá auta, vaření, fotbal, hokej.

## Diskografie

### S kapelou Wizard
- Motorka (1996)
- Co se děje se?! (1998)

### S kapelou Traktor
- S vlečkou se to lépe táhne (2004)
- 69 (2009)
- Tmel (2011)
- Alcatra’n’z (2013)
- Artefuckt (2016)
- Šachoffnice (2018)
- Sedmá strana kostky (2021)
- Jungle XXI (2024)